# Amietophrynus brauni
Amietophrynus brauni е вид жаба от семейство Крастави жаби (Bufonidae). Видът е застрашен от изчезване.

## Разпространение
Разпространен е в Танзания.

## Описание
Популацията на вида е намаляваща.